# هوارد بي جونز
هوارد بي جونز (بالإنجليزية: Howard P. Jones)‏ هو دبلوماسي أمريكي، ولد في 2 يناير 1899، وتوفي في 1973.

## وصلات خارجية
- هوارد بي جونز على موقع إن إن دي بي (الإنجليزية)